# エルンテブリュック
エルンテブリュック (ドイツ語: Erndtebrück) は、ドイツ連邦共和国ノルトライン＝ヴェストファーレン州アルンスベルク行政管区のジーゲン＝ヴィトゲンシュタイン郡の町村（以下、本項では便宜上「町」と記述する）である。

## 地理

### 位置
エルンテブリュックの中心街はロタール山地の南部、ベンフェ川が南西から流れてきたエーダー川上流に合流する地点に面している。南部のエプシュロー山（海抜 686.3 m）が町内の最高峰である。中心街の北の尾根に位置するハッヒェンベルク兵舎にはかつて空軍技術学校があった。

### 隣接する市町村
エルンテブリュックは北東から時計回りに、バート・ベルレブルク、バート・ラースフェ、ネトフェン、ヒルヒェンバッハ（以上いずれもジーゲン＝ヴィトゲンシュタイン郡）、キルヒフンデム（オルペ郡）と境を接している。

### 自治体の構成
|  | エルンテブリュック町は9つの地区からなる。 - バルデ - ベンフェ - ビルケフェール - ビルケルバッハ - エルンテブリュック - レスペ - シャメーダー - ヴォーメルスドルフ - ツィンゼ |

### 気候
高度 500 m とロタール山地の南西端に位置する地理的条件のためにエルンテブリュックはかなり変動しやすく、寒い気候である。特に晴れた風のない夜にはエーダータール上流域の気温は大きく低下する。2009年から2010年にかけての冬期だけで、-20 ℃以下を4回記録した（最低は2009年12月20日の -23.4 ℃）。2009年1月7日の朝にはさらに低い -24.2 ℃を記録している。2011年から2012年にかけての冬にも -24 ℃まで冷え込んだ。エーダータールでは夏にも霜が降りることがある。エルンテブリュックは、最低気温の観点からノルトライン＝ヴェストファーレン州で最も寒い町の1つに数えられている。
これとは対照的に、幅の広い比較的平らな谷の形状は、日差しによる気温上昇にも寄与する。年間平均気温は約 6.5 ℃である。年間降水量はおよそ 1300 mm から 1400 mm で、たとえばケルン盆地などの2倍近い値である。

## 歴史
エルンテブリュックは1256年に初めて文献に記録されている。この集落は初め Ermingardibrugge という名称であった。この集落は騎士家の所領で、後に市場開催権と税関が設けられた。
1502年頃、この村は Irmgardtenbrucken と呼ばれていた。この町の現在の公的表記は1732年に初めて登場するが、一貫して用いられるようになるのは19世紀半ばになってからであった。スペルの変動はあるものの、いずれの場合も「橋」 (ドイツ語: Brücke) と Irmin という人名が織り込まれている。Irmin という名前はゲルマン人によく使われる名前である。1265年から1283年に Dominus Conradus de Ermingardebrugge という人物が立会人として何度か登場する。その最後はヴィトゲンシュタインの所領をカルデルン修道院に寄進する際の文書である。
1944年から1945年にエルンテブリュックは、鉄道の分岐点としてアメリカ陸軍航空軍による激しい空爆を受けた。この攻撃により100人以上が死亡した。

### 市町村合併
ノルトライン＝ヴェストファーレン州の地域再編に伴って、1975年1月1日にバルデ、ベンフェ、ビルケフェール、ビルケルバッハ、シャメーダー、ヴォーメルスドルフ、ツィンゼの町村が廃止された。これらの町村と、旧アムツハウゼンおよび旧シュトュンツェルの一部がエルンテブリュックに合併した。

## 住民

### 人口推移
数値は、ノルトライン＝ヴェストファーレン州データ管理・統計局による、1987年の人口調査および Zensus 2011 にもとづく各年12月31日の推計値である。
- 1985年: 7,694人
- 1990年: 8,001人
- 1995年: 8,116人
- 2000年: 7,795人
- 2005年: 7,564人
- 2010年: 7,205人
- 2015年: 7,206人

### 宗教
1950年代半ばからエルンテブリュックにはカトリックのクリストゥス・ケーニヒ教会が組織されている。この教会は第二次世界大戦後にエルンテブリュックおよびその周辺地域に流入した難民の増加により組織された。主にシュレジエンからの難民は、ビルケンヴェークに新しい教会が建設される1954年まで、暫定的な措置で我慢しなければならなかった。1954年10月31日、クリストゥス・ケーニヒ教会の祭壇が、当時のパーダーボルン大司教ローレンツ・カルディナル・イェーガーによって聖別された。エルンテブリュックの4つの鐘は、1961年10月23日にジン＝ディレンブルクの鐘鋳造会社リンカーによって製作された。

## 行政

### 町議会
エルンテブリュックの町議会は 22議席からなる。

### 首長
2015年9月13日の町長選挙で、ヘンニング・グローナウ (SPD) は 51.42 % の票を獲得して町長に選出された。

### 姉妹自治体
- ベルグ（フランス語版、英語版）（フランス、ノール県）1973年[6]

## 文化と見所

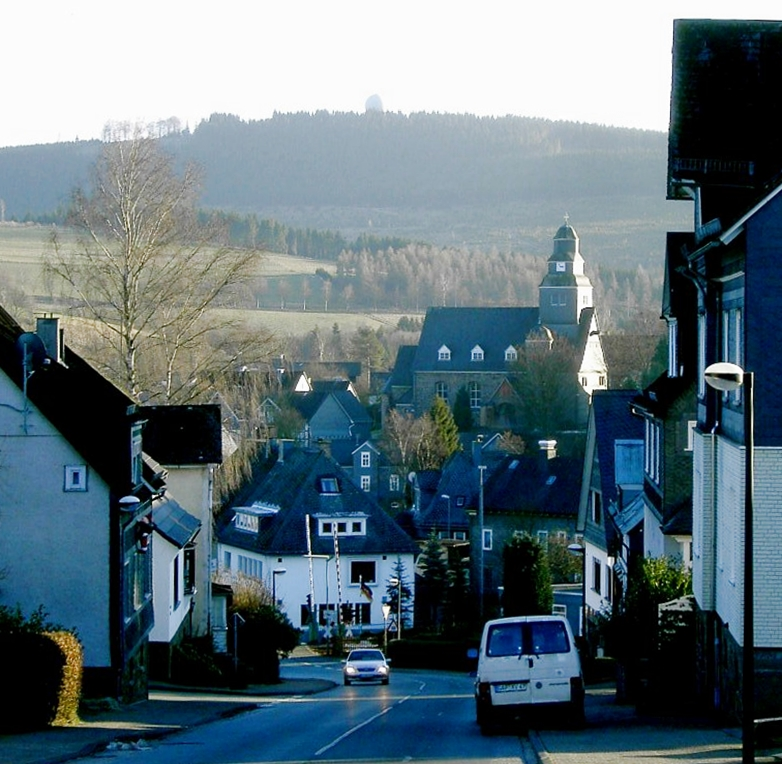
エルンテブリュックの街並み

### 建築
1924年に建設されたプルファーヴァルトシュタディオーンは、TuS エルンテブリュックのホームゲームに使用されている。

### 躓きの石
世界中で46,000件以上ある「躓きの石」のうち、10件がエルンテブリュックにある。

### スポーツ
この町のスポーツに関する表看板は、TuS エルンテブリュックの男子 サッカーチームである。このチームは、2014/2015年シーズンにレギオナルリーガ西地区に昇格したが、2016/2017年シーズンからは再びオーバーリーガ・ヴェストファーレンで活動している。

### バラ園
2013年4月から旧墓地に小さなバラ園が設けられた。これは純粋に個人的な試験で行われている個人的なプロジェクトである。ここには300種類以上のバラが植えられている。

### 郷土博物館
郷土博物館は旧町役場に入居しており、人形と熊の部屋や教室、エルンテブリュック駅を含む大規模な鉄道施設が主要な展示である。

### 年中行事
- 5月1日の市民レース
- 6月から8月にかけて、ほぼすべての地区でそれぞれ異なる射撃祭が開催される。

## 経済と社会資本

### 交通

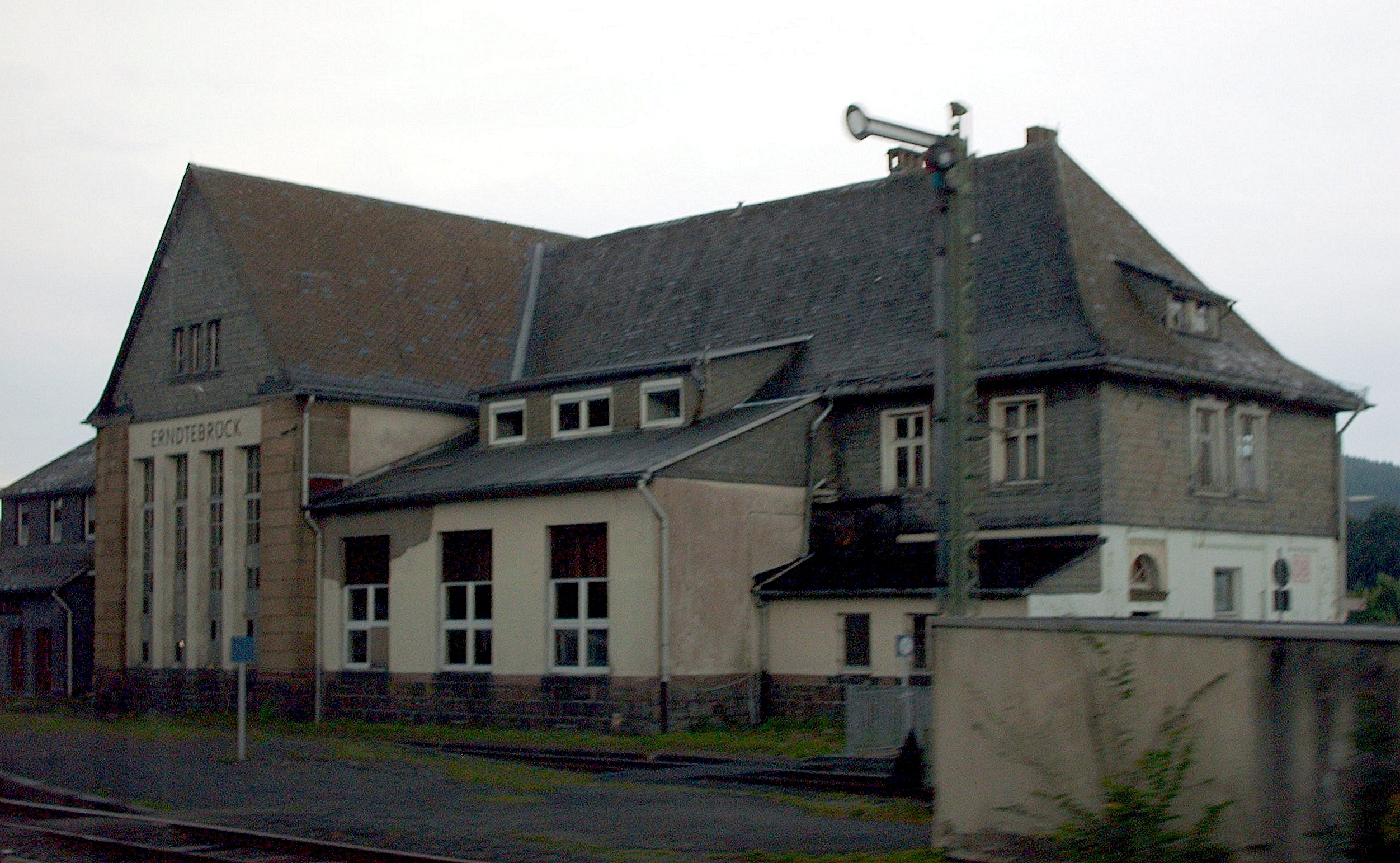
エルンテブリュック駅

この町は連邦道 B62号線と B480号線によって近隣市町村と結ばれている。
エルンテブリュック駅は1888年に開業し、鉄道クロイツタール - ケルベ線（里程 28.8 km）とエルンテブリュック - バート・ベルレブルク線（里程 0.0 km、ロタール鉄道）との分岐駅となっている。ロタール鉄道は、ベッツドルフ行き（ジーゲン経由）とバート・ベルレブルク行きの旅客運行が行われており、バート・ベルレブルクで2時間ごとにバート・ラースフェおよびビーデンコプフを経由してマールブルクへ行くオベーレ・ラーンタール鉄道に接続する。この駅には4つのプラットホームと、1本の貨物線兼側線がある。駅は2016年7月からドイツ鉄道によって近代化がなされたが、駅舎は保存された。プラットホームはバリアフリーになった。
1944年までは、アルテンフンデム - ビルケルバッハ線によってアルテンフンデム（レネシュタット）まで鉄道が接続していたのだが、その橋が撤退するドイツ軍部隊によって爆破された。トンネル区間は現在も遺されている。
2016年5月にヴェストファーレン南旅客近郊交通目的連合 (ZWS) は、ジーゲン＝ヴィトゲンシュタイン郡内で3本の夜行バスを同年12月31日まで試験運行することを発表した。試験運行の夜行バス7号線は、金曜日から土曜日および土曜日から日曜日の夜間に、ジーゲン、ネトフェン、エルンテブリュック、バート・ベルレブルク間を運行した。この路線は需要が少なかったため、運行終了となった。

### 自転車道
エルンテブリュックを以下の自転車道が通っている。
- エーダー自転車道[12]: 全長 180 km、ノルトライン＝ヴェストファーレン州のロタール山地を起点とするが、ここではエーダーアウエンヴェークと呼ばれている。大部分がヘッセン州を通っており、ここではエーダー自転車道と呼ばれる。この自転車道は、グックスハーゲン近郊でフルダ川に合流するまでエーダー川に沿って伸びている。
- オラニエ＝ルート自転車道[13]: ディーツ、ナッサウ、ブラウンフェルス、ディレンブルク、ジーゲン、バート・アーロルゼンといった何世紀にもわたってオランダ王家と緊密な関係を築いてきた都市を巡る。全長 400 km を超える。

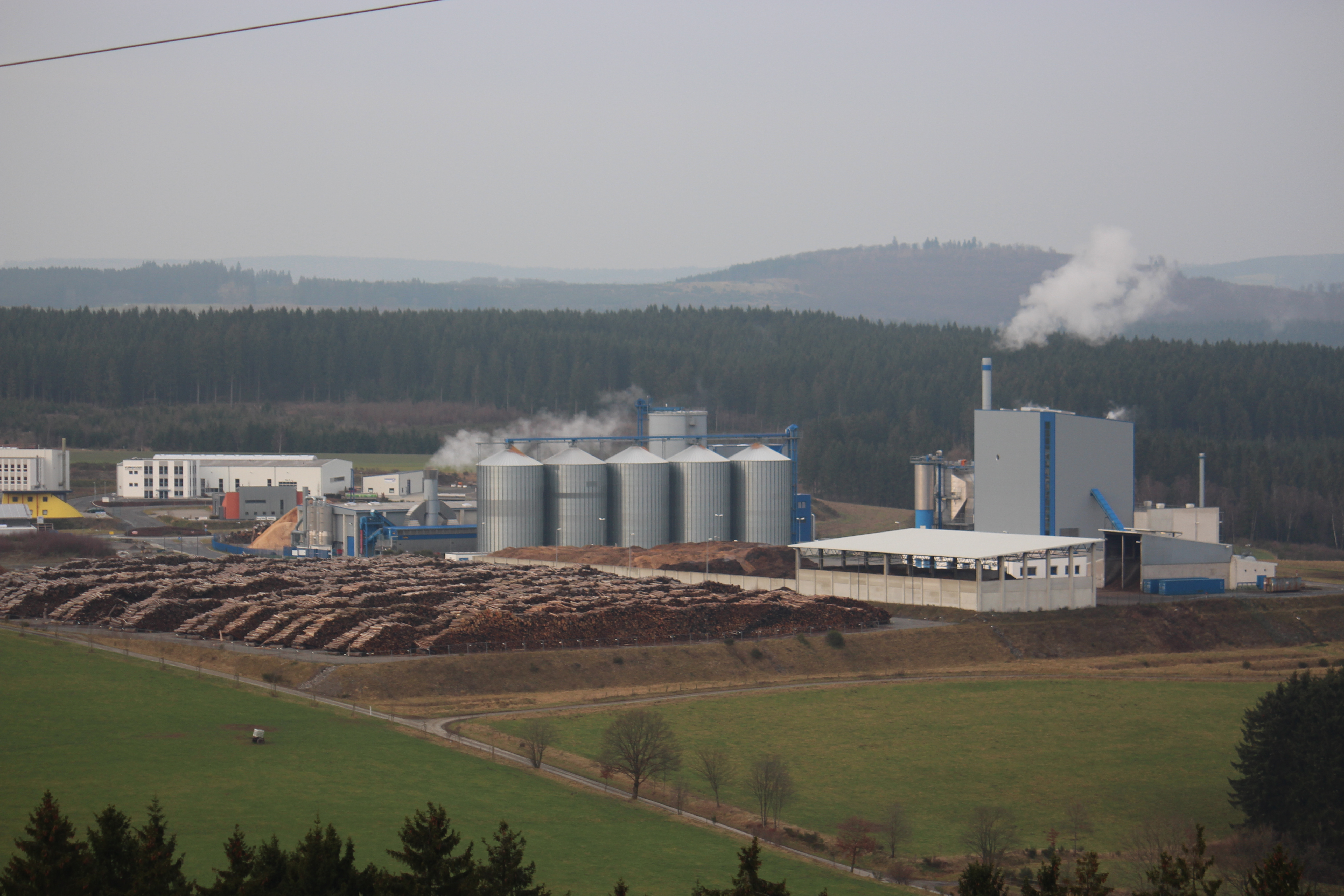
ヴィトゲンシュタイン・バイオマス熱発電所

### 工業と産業
エルンテブリュックの外れにエルンテブリュッカー製鉄所の本社がある。この他の工業・産業地区は、イェーガースグルントや、シャメーダーの町域を跨ぐヴィトゲンシュタイン工業パークがある。ここにはヴィトゲンシュタイン・バイオマス熱発電所がある。ここでは電力 5 MW、熱 30 MW が産生されている。これにはペレット生産工場が隣接している。

### 公共機関

#### 官庁
町役場内には、町の行政機関の他に、ジーゲン＝ヴィトゲンシュタイン郡職業センターの分室、住民窓口、戸籍役場がある。

#### 連邦軍
エルンテブリュックには、ハッヒェンベルク兵舎がある。ここは 空軍の第2運用指揮区域の基地である。コントロール・アンド・レポーティングセンター、システム支援センター、860人の兵士の医療を担当する衛生班、航空防衛のための Type GM 406F フェーズド・アレイ・レーダーシステムがある。廃止されたエルンテブリュック航空掩蔽壕も市街地近くに遺されており、現在その一部が博物館として利用されている。

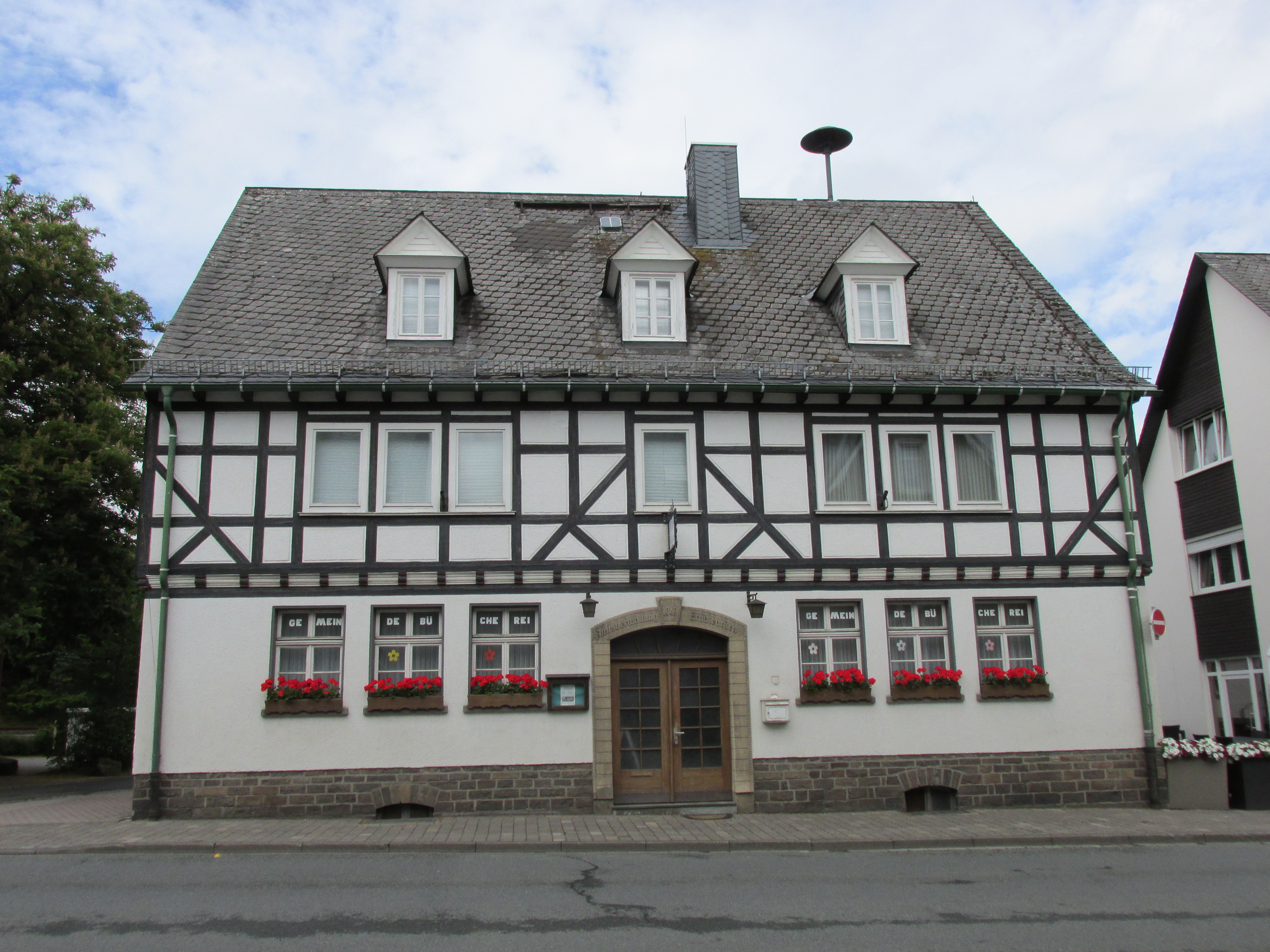
ジーゲナー通りの町立図書館

### 教育
エルンテブリュックには、幼稚園が5園と学校が2校ある。エルンテブリュック基礎課程学校とエルンテブリュック実科学校である。ロタールシュタイク＝シューレという名の本課程学校は、学生数減少のために2016年7月に閉鎖され、学校法上継続が許可されていない。

## 関連図書
- Edgar Dietrich: Erndtebrück – So wie es früher war. Band I-III. Horb am Neckar 1987–1989
- Edgar Dietrich: Erndtebrück 100 Jahre Eisenbahnknotenpunkt, Das Dorf der Eisenbahner. Horb am Neckar 1988
- Edgar Dietrich: 125 Jahre Erndtebrücker Schützenverein, Das Erndtebrücker Schützenwesen. Horb am Neckar 1992
- Edgar Dietrich: Als Bomben vom Himmel fielen. Erndtebrück 1995
- Edgar Dietrich: Vom Turnerplatz zum Pulverwaldstadion, Das Lebenswerk unseres Turnbruders A. Willi Weber, Chronik des Turn- und Sportvereins 1895 e. V. Erndtebrück. Erndtebrück 1995
- Erndtebrück – ein Heimatbuch des obersten Edertales, Band I und II. Herausgegeben von Werner Wied. Jagdgenossenschaft Erndtebrück, Erndtebrück 1977
- 750 Jahre Erndtebrück. Herausgegeben von Adolf Laues, Guido Schneider, Joachim Völkel und Wilhelm Völkel im Auftrag des Vereins 750 Jahre Erndtebrück e. V. Erndtebrück 2006
- Andreas Krüger: Erwin Klotz – Vater der Berliner Autobahnen. In: Zeitschrift Wittgenstein, Band 70/2006, Heft 4, S. 126–130
- Willi Mues: Der große Kessel. Eine Dokumentation über das Ende des Zweiten Weltkrieges zwischen Lippe und Ruhr/Sieg und Lenne. Erwitte 1984.
- Peter Schneider: Spione am Himmel, Alliierte Luftbildaufklärung im Raum Wittgenstein während und nach dem Zweiten Weltkrieg. ISBN 3-87816-092-5, Erndtebrück 1996.
- Peter Schneider: Auf der Reichsautobahn von Erndtebrück nach Wunderthausen. Planungen für eine Autobahn durch das Rothaargebirge. In: Zeitschrift Wittgenstein, Band 81/2017, Heft 1, S. 19-45

これらの文献は、翻訳元であるドイツ語版の参考文献として挙げられていたものであり、日本語版作成に際し直接参照してはおりません。

### 訳注
1. ↑  ドイツ語: Stolpersteine、国家社会主義の犠牲者名を刻み、そのゆかりの場所に埋設したプレート